# Deutsche Volkspartei
Deutsche Volkspartei (DVP) var ett nationalliberalt och liberalkonservativt parti under Weimarrepublikens tid i Tyskland. Det bildades 1918, i någon mån som en efterföljare till det Tyska nationalliberala partiet som existerat under kejsardömet, och ställde under 1920-talet upp för Weimarförfattningens system. Det ingick med undantag för perioden 1921–1922 i alla Weimarrepublikens regeringar från 1920 till 1931. En av dess främsta företrädare var Gustav Stresemann. Efter Stresemans död 1929 radikaliserades det, varvid många anhängare lämnade partiet. Det upplöstes 1933, varvid de kvarvarande ledande personerna i stället gick över till Nazistpartiet.

## Valresultat
Val till riksdagen
- 19 januari 1919: 4,4 % – 19 mandat (i nationalförsamlingen i Weimar) 1)
- 6 juni 1920: 13,9 % – 62 mandat
- 4 maj 1924: 9,2 % – 45 mandat
- 7 december 1924: 10,1 % – 51 mandat
- 20 maj 1928: 8,7 % – 45 mandat
- 14 september 1930: 4,7 % – 30 mandat
- 31 juli 1932: 1,2 % – 7 mandat
- 6 november 1932: 1,9 % – 11 mandat
- 5 mars 1933: 1,1 % – 2 mandat

1) Därtill kom tre platser från gemensamma listor med DDP (WK 21) respektive DNVP (WKe 18, 22, 36)